# Alto Alegre dos Parecis
Alto Alegre dos Parecis é um município brasileiro do estado de Rondônia. Localiza-se a uma latitude 12º07'40" sul e a uma longitude 61º51'03" oeste, estando a uma altitude de 405 metros. Sua população estimada em 2010 era de 17.156 habitantes.
Possui uma área de 3.959 km².

## Infraestrutura

### Saúde
O município possuía, em 2009, 2 estabelecimentos de saúde, sendo todos estes públicos municipais ou estaduais, entre hospitais, pronto-socorros, postos de saúde e serviços odontológicos. Neles havia 10 leitos para internação. Em 2014, 97,9% das crianças menores de 1 ano de idade estavam com a carteira de vacinação em dia. Em 2015, foram registrados 149 nascidos vivos, ao mesmo tempo que o índice de mortalidade infantil foi de 6,7 óbitos de crianças menores de cinco anos de idade a cada mil nascidos vivos. No mesmo ano, 19,5% das crianças que nasceram no município eram de mães adolescentes. Cerca de 94,3% das crianças menores de 2 anos de idade foram pesadas pelo Programa Saúde da Família em 2014, sendo que 0,2% delas estavam desnutridas.
Até 2009, Alto Alegre dos Parecis possuía 1 estabelecimento de saúde especializado em clínica médica, e nenhum estabelecimento de saúde com especialização em obstetrícia, pediatria, psiquiatria, cirurgia bucomaxilofacial ou traumato-ortopedia. Dos 2 estabelecimentos de saúde, apenas 1 deles era com internação. Até 2016, havia 5 registros de casos de HIV/AIDS. Entre 2001 e 2012 houve 618 casos de doenças transmitidas por mosquitos e insetos, sendo a principal delas a dengue e a leishmaniose.